# Bob Murphy
Pour les articles homonymes, voir Murphy.
Bob Murphy est un commentateur et journaliste sportif américain né le 19 septembre 1924 à Tulsa en Oklahoma et décédé le 3 août 2004 à West Palm Beach en Floride. Il est principalement connu pour avoir commenté pendant cinquante ans les match des ligues majeures de baseball à la télévision et à la radio.